# Marlene Dumas

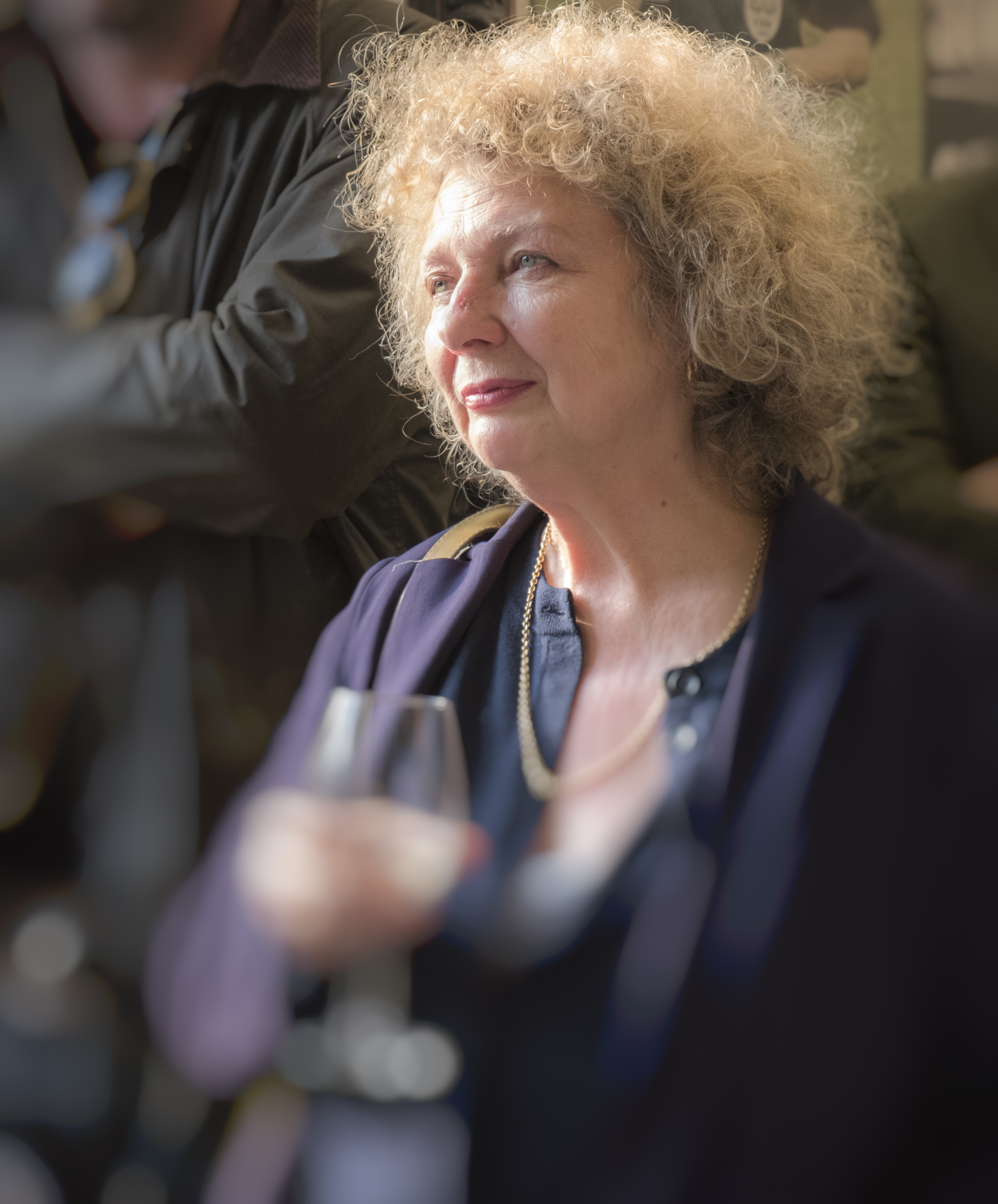
Marlene Dumas
(Den Haag, 2018)

Marlene Dumas (Kaapstad, 3 augustus 1953) is een in Zuid-Afrika geboren kunstenares. Zij woont en werkt sinds 1976 in Amsterdam.

## Biografie
Dumas is geboren in 1953 in Kaapstad en is getogen op een wijngaard van haar familie bij de Kuilsrivier, in het zuidwesten van Zuid-Afrika. Zij studeerde in de jaren zeventig schilderkunst aan Michaelis School of Fine Art van de Universiteit van Kaapstad, waar ze in aanraking kwam met kunsttheorie en conceptuele kunst. Ze werd echter het meest beïnvloed door fotografie, en dan vooral door het werk van Diane Arbus. Toen ze een beurs kreeg om te studeren aan het Nederlandse kunstenaarsinstituut Ateliers '63, verhuisde Dumas in 1976 naar Amsterdam, waar zij nog steeds woont en werkt. Tijdens deze vormende jaren maakte Dumas collages, gecombineerd met afgeknipte foto's, tekst en tekeningen. Marlene Dumas woonde samen met kunstenaar Jan Andriesse, tot diens dood in augustus 2021.
Het thema tegenstelling, waar zij in haar leven in Zuid-Afrika met de apartheid veel mee te maken had (blanken tegenover zwarten, cultuurverschillen, confrontatie van de geslachten), beïnvloedde haar werk.
Dumas is volgens Quote in januari 2012 de rijkste kunstenaar van Nederland sinds de dood van Karel Appel in 2006.

## Werk
Dumas' stijl leunt aan tegen het expressionisme en de conceptuele kunst. Haar schilderijen en aquarellen zijn sterk erotisch geïnspireerd en worden door sommigen zelfs pornografisch genoemd. Aangezien Dumas vooral fotografische bronnen gebruikt, heeft zij een groot archief aan zelfgeschoten snapshots, polaroidfoto's en duizenden foto's gescheurd uit tijdschriften en kranten. Haar schilderijen zijn echter nooit een letterlijke weergave van de foto's: ze snijdt het beeld bijvoorbeeld uit en gebruikt alleen een detail van de foto of ze gebruikt een ander kleurenpalet. Haar karakteristieke kleurenpalet is grijs, blauw en rood.
In 2006 schilderde Dumas "The Pilgrim": een portret van Osama bin Laden, kijkend met rustige ogen en een milde glimlach, een blik die sterk contrasteert met het beeld in de media. Vlak na het overlijden van haar moeder schilderde ze in 2008 "Dead Marilyn", wat het begin was van een serie portretten van rouwende en huilende vrouwen. "Dead Marilyn" was een geschilderde versie van het lijkportret van Marilyn Monroe, dat zij met grijze, blauwgroene en witte penseelstreken tot een vlekkerig geheel maakte. Haar schilderij van een klas,"The Teacher", is in 2006 bij Christie's geveild voor 3,34 miljoen dollar, dat was destijds de hoogste veilingprijs voor een levende kunstenares. Het schilderij is uit 1987 en verbeeldt een klassenfoto van kinderen met in het midden een docente.
Haar werk Miss January (1997) verbrak het record opnieuw, het werd in 2025 voor 12,14 miljoen euro verkocht.

## Werk in openbare collecties (selectie)
- Centraal Museum, Utrecht
- Kunstmuseum Den Haag
- Museum Arnhem
- Stedelijk Museum Amsterdam
- Stedelijk Museum Schiedam
- Museum De Pont, Tilburg[5]
- Rijksmuseum Amsterdam, Amsterdam[6]
- Van Abbemuseum, Eindhoven
- Joods Historisch Museum, Amsterdam

## Tentoonstellingen en prijzen
In 2005 worden Dumas' kunstwerken getoond in de Saatchi Gallery in Londen, de galerie voor hedendaagse kunst van Charles Saatchi. Saatchi haalde haar werken binnen als die van een van de belangrijkste kunstenaars van het moment, waardoor ze prominent deelnam aan de tentoonstelling The Triumph of Painting. 
Sinds de jaren negentig geniet ze wereldwijde erkenning wat onder andere resulteerde in solotentoonstellingen in:
- 1995 - Biënnale van Venetië (deelname voor Nederland)
- 1995 - Tate Gallery, Londen
- 1998 - Museum für Moderne Kunst, Frankfurt
- 1999 - MUHKA, Antwerpen

In 2014-2015 toont het Stedelijk Museum Amsterdam de overzichtstentoonstelling Marlene Dumas The Image as Burden, die doorreist naar Tate Modern in Londen en de Fondation Beyeler  in Riehen/Bazel. Bij de tentoonstelling verschijnt een gelijknamige catalogus.
Galerieën die Marlene Dumas vertegenwoordigen:
- Galerie Paul Andriesse, Amsterdam
- Jack Tilton Gallery, New York
- David Zwirner Gallery, New York
- Zeno X Gallery, Antwerpen
- Gallery Koyanagi, Tokyo

Dumas won in 2011 de Zweedse Rolf Schock-prijs.  En in 2012 de Johannes Vermeerprijs, Het prijzengeld van € 100.000 gaf zij door aan Ateliers 63, Zij werd eind 2014 verkozen tot Kunstenaar van het Jaar 2015.

## Varia
In 2019 hield ze de 48ste Huizingalezing in de Pieterskerk in Leiden. Titel van haar lezing was: Het Onverantwoordelijke Gebaar - of ga terug naar waar jij vandaan komt.